# الدوري الإنجليزي لكرة القدم 1988–89
الدوري الإنجليزي لكرة القدم 1988–89 (بالإنجليزية: 1988–89 Football League)‏ هو موسم من دوري كرة القدم الإنجليزي. فاز فيه نادي أرسنال.